# Касар (Северна Каролина)
Касар (енгл. Casar) град је у америчкој савезној држави Северна Каролина.

## Демографија
По попису из 2010. године број становника је 297, што је 11 (-3,6%) становника мање него 2000. године.
| Група             | 2000.       | 2010.       |
| Белци             | 306 (99,4%) | 281 (94,6%) |
| Афроамериканци    | 2 (0,6%)    | 0 (0,0%)    |
| Азијати           | 0 (0,0%)    | 0 (0,0%)    |
| Хиспаноамериканци | 0 (0,0%)    | 10 (3,4%)   |
| Укупно            | 308         | 297         |